# Tratado de Dubysa
El Tratado de Dubysa o Tratado de Dubissa (en lituano: Dubysos sutartys) fue un acuerdo constituido por tres disposiciones legales rubricadas el 31 de octubre de 1382 por Jaguellón, gran duque de Lituania, su hermano Skirgaila y Konrad von Wallenrode, gran maestre de la Orden Teutónica. Esta había ayudado a Jaguellón y Skirgaila a vencer a su tío Kęstutis y su hijo Vitautas en la guerra civil lituana de 1381-84. La Orden organizó las negociaciones que condujeron al tratado con el fin de que conseguir que se cumpliesen algunas promesas que se le habían hecho durante la contienda. Los acuerdos se firmaron en una isla en la desembocadura del Dubysa tras seis días de conversaciones. El tratado nunca fue ratificado ni se aplicó. La guerra civil se reanudó en el verano de 1383.

## Disposiciones
En la primera acta del tratado, Jaguellón prometió bautizarse y convertir el Gran Ducado de Lituania al cristianismo en un plazo de cuatro años. En la segunda, los lituanos cedieron Samogitia hasta el Dubysa; la región separaba los territorios prusianos de la Orden y los de su rama en Livonia. Era la primera vez en los cien años de la cruzada lituana que Lituana entregaba la región. En virtud de la tercera acta, los firmantes formaron una liga militar de cuatro años de vigencia en la que las partes se comprometían a ayudarse mutuamente frente a los enemigos. Jaguellón prometió también no emprender ninguna guerra sin obtener el consentimiento de la Orden, lo que limitaba su poder, haciendo de él un vasallo efectivo de esta.
Las tres actas, de dos de las cuales se conservan los documentos originales, mientras que de otra solamente un copia de 1410, las firmaron todos los hijos de Algirdas y Uliana de Tver (Jaguellón, Skirgaila, Kaributas, Lengvenis, Karigaila, Vygantas y Švitrigaila) y Hanul, un mercader de Vilna que había entregado la ciudad a Jaguellón en junio de 1382, arrebatándosela a Kęstutis. Uliana únicamente firmó el acta que concedía Samogitia a la Orden.

## Ratificación y consecuencias
Kęstutis falleció en una mazmorra del castillo de Kreva el 15 de agosto de 1382; Vitautas escapó unos meses después y buscó el amparo y socorro de la Orden. Esto supuso una nueva ventaja para ella, que exigió la ratificación del tratado (la impresión en él de los sellos oficiales). El gran maestre propuso cinco fechas para el acto de ratificación, que Jaguellón fue rechazando sucesivamente. Finalmente se fijó para el 19 de julio de 1383, en la misma isla donde se habían celebrado las negociaciones anteriores. Jaguellón se presentó según lo acordado, pero no así la delegación teutónica encabezada por el gran maestre Conrad Zöllner von Rothenstein, que quedó atascada en Skirsnemunė, apenas a unas millas de la isla, debido a lo somero del Niemen en ese punto. Jaguellón se sintió insultado por el retraso de la otra parte, se negó a trasladarse a donde se hallaban los teutónicos y así se anuló la reunión. 
Se desconoce por qué las negociaciones entre Jaguellón y la Orden terminaron fracasando. Según algunos autores, fue debido a la oportunidad que se presentó de que Jaguellón desposase a Jadwiga de Polonia y obtuviese así el trono polaco. Otros opinan que Uliana, madre de Jaguellón, se opuso a que fuese bautizado según el rito católico al ser ella ortodoxa. Un tercer grupo señala que fue el conflicto en Mazovia, donde Jaguellón entró en guerra con Siemowit IV, que apoyaba a Vitautas y mantenía buenas relaciones con la Orden, y el intento de esta de aprovechar el enfrentamiento entre Vitautas y Jaguellón lo que frustró las conversaciones.
La Orden teutónica declaró la guerra el 30 de julio. Bautizó a Vitautas y lo ayudaron en el conflicto con Jaguellón por la recuperación de su patrimonio. Finalmente Vitautas y Jaguellón se reconciliaron en el verano de 1384: Vitautas recuperó las tierras paterna excepto Trakai y Jaguellón fue coronado rey de Polonia en 1386.